# Anna Lavatelli
Anna Lavatelli (Cameri, 30 maggio 1953) è una scrittrice italiana specializzata in letteratura per bambini.

## Biografia
Grazie ad un teatro dei burattini regalatole dai genitori a Natale, inizia ad appassionarsi al mondo delle favole (lei stessa ama ricordare che da piccola sognava di diventare burattinaia). Laureata in Filosofia all'Università Statale di Milano, ha insegnato per molti anni Lettere alle scuole medie, abbandonando poi definitivamente l'insegnamento per dedicarsi, a tempo pieno, alla scrittura di libri per bambini, iniziata nel, spaziando nei generi più diversi, dal romanzo d'avventura al romanzo fantastico, ma avendo sempre presente quei problemi della società contemporanea che influenzano maggiormente la vita dei ragazzi.
I suoi libri sono pubblicati dai maggiori editori, in particolare Piemme e Interlinea. Molte sue opere sono tradotte in lingua spagnola.
Nel 2005 ha vinto il Premio Andersen come migliore autrice italiana dell'anno  webiwabo Bimbambel (pubblicato nella collana "Le rane" di Interlinea edizioni).

## Premi e riconoscimenti
- 1988: vince il "Premio Andersen Baia delle favole" con La superbarba[1]
- 1993: si classifica tra i 5 finalisti del premio "Il battello a vapore" con Paola non è matta
- 1994: vince il "Premio Castello di Sanguinetto (VR)" sempre con Paola non è matta
- 1995: vince il "Premio Cercasi storia di Natale", poi il "Premio Storia di Natale", promosso da Interlinea con Fondazione Marazza e Regione Piemonte, con I racconti dei re magi, pubblicati da Interlinea in prima edizione nella collana "Nativitas"
- 1998: entra nella Lista d'onore del "Premio Europeo Pier Paolo Vergerio" con Malik e i Re Magi- Arka editore
- 2003: vince il "Premio Valtenesi" con Cara Carla, tua Daiana, scritto unitamente ad Anna Vivarelli. Piemme ed.
- 2003: vince il "Premio Nazionale Cassa di Risparmio di Cento" con Faccia di maiale. Salani ed.
- 2005: vince il "Premio Nazionale Legambiente" con Operazione Brioche scritto unitamente ad Anna Vivarelli. Monda dori ed.
- 2005: vince il Premio Andersen come migliore scrittrice dell'anno.[2]
- 2006: le viene conferito il premio alla carriera dal Circolo Culturale Gian Vincenzo Omodei Zorini di Arona

## Opere

### Romanzi e raccolte di racconti
- Busillis (1986) Ed. De Bono
- La biblioteca galattica (1988) Ed. Bibliografica, Milano
- Gioca la storia (1990) Ed. Mondadori, Milano
- Fuga con lo zoo (1991) Ed. Vita e Pensiero, Milano
- È arrivato un bastimento carico di... (1992) Ed. Mondadori, Milano
- Il tesoro del deserto (1992) Ed. Vita e Pensiero, Milano
- La gallina che non sapeva fare le uova (1992) Ed. Vita e Pensiero, Milano
- Fantasmi al Teatro Coccia (1993) collana "Gli Aironi". Ed. Interlinea, Novara
- Le sette prove (1993) Ed. Vita e Pensiero, Milano
- Il gioco delle parole (1993) Ed. Vita e Pensiero, Milano
- Paola non è matta (1994) Ed. Piemme, Casale Monferrato (AL)
- L'assalto alla biblioteca (1994) Ed. Bibliografica, Milano
- Marinai scuola e guai (1995) Ed. Arka, Milano
- Malik e i re Magi (1995) Ed. Arka, Milano
- La rivolta del bosco (1995) Ed. Arka, Milano
- Avventura nella notte (1995) Ed. Ghisetti e Corvi, Milano
- I racconti dei re Magi (1995) Ed. Arka, Milano
- Il cannone Bum (1995) Ed. Piemme, Casale Monferrato, (AL)
- Zoorime (1996) Ed. S.E.I., Torino
- La superbarba (1996) Ed. Le marasche, Udine
- Tutti per una (1997) Ed. Piemme, Casale Monferrato (AL)
- Non è vero ma ci credo (1997) Ed. Arka, Milano
- Gli indiani di via Maré (1997) Ed. Paoline, Roma
- Il mago dei bambini (1997) collana "Gli Aironi". Ed. Interlinea, Novara
- Alex non ha paura di niente (1998) Ed. Piemme, Casale Monferrato (AL)
- Quando la luna scelse la notte (1999) Ed. Piccoli, Torino
- Storie di sogni (2000) Ed. Eurelle (ora Il Capitello), Torino
- I racconti dei Re Magi (2007) collana "Le rane piccole". Ed. Interlinea, Novara
- Il giallo del sorriso scomparso (2001) collana "Le rane". Ed. Interlinea, Novara
- Ossi di dinosauro (2001) Ed. Piemme, Casale Monferrato (AL)
- Filastrane: storie di rane (2002) con Emanuele Luzzati, collana "Le rane". Ed. Interlinea, Novara; nuova ed. 2020
- Noemi dice no! (2003) con P. Turini Ed. Giunti, Firenze
- Cara Carla, tua Daian@ (2003) (con Anna Vivarelli) Ed. Piemme, Casale Monferrato (AL)
- Faccia di maiale (200339e) Ed. Salani, Milano
- Il tesoro del deserto. Un ragazzo lungo le piste del favoloso Oriente (2003) San Paolo Editore, Milano
- Sono arrivati… i nonni pirati! (2003) Ed. Piemme, Casale Monferrato
- Chi ha incendiato la biblioteca? (2004) collana "Le rane". Ed. Interlinea, Novara
- Operazione brioche(2004) con Anna Vivarelli Ed. Mondadori, Milano
- Bimbabel. Storie della buonanotte (2004) collana "Le rane grandi". Ed. Interlinea, Novara
- Valeria sei in ritardo (2005) Ed. Giunti, Firenze
- Attenti al cane.... e al suo padrone (2005) Ed. EMP, Padova
- Diariocuore 1 con Anna Vivarelli (2005) Ed. Piemme, Casale Monferrato
- Leggera come una piuma (2005) Ed. EMP, Padova
- Carla e Daiana in vacanza... da solecon A. Vivarelli (2005) Piemme
- È Natale Bimbambel con CD di canzoni di Natale (2006) collana "Le rane grandi". Ed. Interlinea, Novara
- L'enigma della torre (2006) Ed. Piemme, Casale Monferrato (AL)
- Uno zio… tutto da scoprire (2006) Ed. Piemme, Casale Monferrato (AL)
- Diariocuore 2 (2006) con A. Vivarelli Ed. Piemme, Casale Monferrato (AL)
- Maga-bit e il grande libro di metallo (2006) Ed. Signum
- Diariocuore 3  con A. Vivarelli (2006) Ed. Piemme Casale Monferrato (AL)
- Una gamba dispettosa. Ovvero tutto per colpa di una ciabatta gialla (2007) collana "Le rane grandi". Ed. Interlinea, Novara
- Voglioguerra e Cercopace (2007) Ed. Mondadori, Milano
- Tito Stordito (2007) Ed. Giunti, Firenze
- La macchia nera (2008) Il Battello a Vapore Ed. Piemme, Casale Monferrato (AL)
- Maso Ciucciamaso (2008) collana "Le rane". Ed. Interlinea, Novara
- Gatti al volante (2008) Il Battello a Vapore Ed. Piemme, Casale Monferrato (AL)
- La nonna in cielo (2008) Ed. Lapis
- Manuale della Befana (2008) collana "Le rane piccole". Ed. Interlinea, Novara
- Il nuovo manuale della Befana (2019) collana "Le rane piccole". Ed. Interlinea, Novara
- (con Anna Vivarelli) Chiedimi chi sono, (2009) Ed. San Paolo
- Supermamma (2009) Il Battello a Vapore Ed. Piemme, Casale Monferrato, (AL)
- Rompibot (2009) Ed. Einaudi, Milano
- (con Anna Vivarelli), Senza Nulla in Cambio (seguito di Chiedimi chi Sono), Edizioni San Paolo, (2010)
- Il sasso nel cuore (Storie e rime), Einaudi Ragazzi, (2010)
- La stoffa rossa (2011), Editore Piemme
- (con Lucia Scuderi) Dormi beeene! (2011), Editore Cosimo Panini
- Valeria sei in ritardo (2012) Editore Giunti Junior
- Non chiamatela Crudelia Demon (2012), Battello a vapore
- Gastón e la ricetta perfetta (2012), Giunti Junior
- (con Paolo D'Altan) La gallina che non sapeva fare le uova (2012), Interlinea
- Macarena Tricipités e il circo dei due mondi (2013), Editore Piemme
- Malik e i Re Magi (2016), collana "Le rane grandi". Ed. Interlinea, Novara
- Benvenuto pomodoro! (2019), collana "le rane grandi". Ed. Interlinea, Novara
- Il violino di Auschwitz (2019), collana "Le rane". Ed. Interlinea, Novara

### Altre opere
- Rodari: le parole animate, a cura di Roberto Cicala e Anna Lavatelli, con un saggio introduttivo di Pino Boero e un'intervista a Rodari di Enzo Biagi, illustrazioni di Altan, Luzzati, Maulini e altri e schede di didattica e creatività di Anna Lavatelli, Interlinea, Novara 1993.
- Le avventure di Luca e i suoi amici , con Angelo Petrosino (1996) Ed. Piemme Casale Monferrato (AL)
- Fanuel Hanán Díaz, Visti da lontano. Un diario di lettura dal Sudamerica su autori italiani per ragazzi, a cura di Anna Lavatelli, Interlinea, Novara, 2015